# Dmitri Alperovitch
Dmitri Alperovitch (en russe : Дмитрий Михайлович Альперович), né en 1980, est un fondateur de groupe de réflexion américain, auteur, philanthrope, animateur de podcast et ancien dirigeant de l'industrie de la sécurité informatique. Il est président de Silverado Policy Accelerator, un groupe de réflexion géopolitique basé à Washington, DC, et cofondateur et ancien directeur technique de CrowdStrike. Il est un citoyen américain naturalisé né en Russie qui est arrivé aux États-Unis en 1994 avec sa famille.

## Jeunesse
Né à Moscou dans la RSFSR de Russie, une république constitutive de l' Union soviétique, Dmitri Alperovitch arrive aux États-Unis à l'âge de 13 ans en 1994. En 1994, son père obtient un visa pour le Canada et un an plus tard, la famille déménage à Chattanooga, dans le Tennessee, où son père obtient un emploi à la société Tennessee Valley Authority (TVA). Alors qu'il est encore au lycée, lui et son père Michael, un physicien nucléaire, lancent une entreprise de technologie de chiffrement,. Dmitri Alperovitch obtient une licence en informatique en 2001 et une maîtrise en sécurité de l'information en 2003, toutes deux du Georgia Institute of Technology . Il s'agissait du premier diplôme d'études supérieures en sécurité de l'information de l'école. Alperovitch est un citoyen américain.

## Carrière
Dmtri Alperovitch travaille dans un certain nombre de startups de sécurité informatique à la fin des années 1990 et au début des années 2000, notamment dans la startup de sécurité du courrier électronique CipherTrust, où il est l'un des principaux inventeurs du système de réputation TrustedSource. Lors de l'acquisition de CipherTrust par Secure Computing en 2006, il dirige l'équipe de recherche et lance l'activité Software-as-a-Service de l'entreprise. Alperovitch prend la direction de McAfee en tant que vice-président de la recherche sur les menaces lorsque la société a acquis Secure Computing en 2008,.
En janvier 2010, il dirige l'enquête sur l'opération Aurora, les intrusions chinoises dans Google et deux douzaines d'autres entreprises. Par la suite, il dirige l'enquête sur l'opération d'espionnage Night Dragon des multinationales occidentales du pétrole et du gaz, et les retraces jusqu'à Song Zhiyue, un ressortissant chinois vivant dans la ville de Heze, au Shandong.
En août 2011, il publie Operation Shady RAT, un rapport sur les intrusions chinoises présumées dans au moins 72 organisations, dont des entreprises de défense, des entreprises du monde entier, les Nations Unies et le Comité international olympique.

### CrowdStrike
Fin 2011, avec l'entrepreneur George Kurtz et Gregg Marston, Dmitri Alperovitch cofonde et est devenu le directeur technique de CrowdStrike, une société de technologie de sécurité dont l'objectif est d'aider les entreprises et les gouvernements à protéger leur propriété intellectuelle et leurs secrets contre le cyberespionnage et la cybercriminalité.
En 2015, CapitalG (anciennement Google Capital ) mène une opération de 100 Campagne de financement de 1 million de dollars pour CrowdStrike. L'entreprise recrute des cadres supérieurs du FBI, tels que Shawn Henry, ancien directeur adjoint exécutif (EAD) de la branche criminelle, cybernétique, réponse et services du FBI, et Steve Chabinsky, ancien directeur adjoint de la division cybernétique du FBI. En mai 2017, CrowdStrike avait reçu 256 $ millions de dollars de financement de Warburg Pincus, Accel Partners et Google Capital et ses actions sont évaluées à un peu moins de 1 milliard de dollars.
En juin 2019, la société effectue une introduction en bourse ( IPO ) sur le NASDAQ, ce qui valorise la société à plus de 10 000 milliards de dollars,.

### Silverado Policy Accelerator
En février 2020, Alperovitch quitte CrowdStrike pour lancer Silverado Policy Accelerator, une organisation à but non lucratif axée sur la résolution des défis politiques liés à la concurrence entre les grandes puissances entre les États-Unis et leurs adversaires. L’organisation se concentre en particulier sur les questions politiques liées à la cybersécurité, au commerce international et à la sécurité industrielle, ainsi qu’à la sécurité économique et environnementale. Silverado Policy Accelerator est lancé en mars 2021 avec Alperovitch comme président exécutif.
En décembre 2021, Dmitri Alperovitch prédit l' invasion russe de l'Ukraine en 2022, qui commence en février 2022. Étant un critique virulent du leader russe Vladimir Poutine, il déclare : « Pour Poutine, il ne s'agit pas vraiment de savoir s'il peut capturer un village et le maintenir occupé. Sa détermination depuis le premier jour a été de contrôler l'Ukraine, d'empêcher l'Ukraine de faire partie de l'alliance occidentale. »
Le 11 novembre 2022, il est personnellement sanctionné par le ministère des Affaires étrangères (Russie) et interdit d'entrée en Russie, avec David Petraeus, James Stavridis et Ian Bremmer.

### Gouvernement des États-Unis
Dmitri Alperovitch est l'un des membres fondateurs du Cyber Safety Review Board, un conseil gouvernemental américain indépendant créé par décret présidentiel en 2021 et chargé des enquêtes sur les incidents de cybersécurité,.
En mars 2022, il a été nommé membre du Conseil consultatif sur la sécurité intérieure.
Il a également été conseiller spécial auprès du ministère de la défense.

### Membres du conseil d'administration
Dmitri Alperovitch est le président du conseil d'administration d'Automox, une société d'opérations informatiques basées sur le cloud, membre du conseil d'administration de Dragos, une société qui fournit des solutions de cybersécurité pour les systèmes de contrôle industriels, et observateur du conseil d'administration de Sublime Security, une société de sécurité de messagerie électronique.

## Philanthropie
En octobre 2021, Dmitri Alperovitch annonce le lancement de l'Institut Alperovitch pour les études de cybersécurité qui sera basé à la Paul H. Nitze School of Advanced International Studies de l' Université Johns Hopkins. L'institut offre des diplômes de maîtrise et de doctorat en philosophie en études et politiques de cybersécurité, ainsi qu'un programme de formation continue pour les dirigeants du secteur privé et du gouvernement.

## Podcasting
Après l'invasion russe de l'Ukraine en 2022, Dmitri Alperovitch devient l'animateur du podcast Geopolitics Decanted, où il discute des événements géopolitiques actuels avec des experts militaires, des historiens, des économistes et des politologues. Dmitri est également un invité occasionnel du podcast Risky Business IT Security pour apporter ses points de vue sur le domaine et la géopolitique.

## Livres

### World on the Brink
Alperovitch est l'auteur, avec Garrett Graff, du livre : World on the Brink: How America Can Beat China in the Race for the Twenty-First Century (en français : Un monde au bord du gouffre : Comment l'Amérique peut battre la Chine dans la course au XXIe siècle).
Le livre est sorti aux États-Unis le 30 avril 2024. Il « offre des conseils pratiques sur la manière dont l'Amérique peut gagner contre la Chine » et expose les raisons pour lesquelles Xi Jinping, le président chinois, se prépare à conquérir Taïwan dans les années à venir ainsi que les terribles enjeux qui pèsent sur l'Amérique et le monde entier s'il n'est pas dissuadé.
L'ouvrage soutient que le monde est déjà au milieu de la Seconde Guerre froide entre les États-Unis et la Chine, et que Taiwan est le point d'éclair stratégique périlleux qui risque de déclencher une guerre dévastatrice entre les principales puissances nucléaires dans un rôle similaire à celui joué par Berlin-Ouest pendant la Première Guerre froide. Il propose une stratégie globale pour que les États-Unis dissuadent la guerre et maintiennent leur place de première superpuissance mondiale face à la montée en puissance de la Chine.

## Récompenses
Dmitri Alperovitch reçoit le prix Outstanding American by Choice décerné par les services de citoyenneté et d'immigration des États-Unis en 2023 et le prix Federal 100 pour ses contributions à la sécurité de l'information fédérale américaine et est reconnu en 2013 et 2015 comme l'un des Tech Titans de Washingtonian pour ses réalisations dans le domaine de la cybersécurité[réf. nécessaire].
En août 2013, il est sélectionné comme l'un des 35 meilleurs innovateurs de moins de 35 ans par le MIT Technology Review.
Il est nommé en décembre 2013 comme l'un des 100 meilleurs penseurs mondiaux par Foreign Policy.
En 2016, le magazine Politico l'a présenté comme l'un des « Politico 50 » penseurs, acteurs et visionnaires influents qui ont transformé la politique américaine.
En 2017, le magazine Fortune classe Dmitri Alperovitch dans le classement annuel « 40 Under 40 » des jeunes les plus influents du monde des affaires.